# Alford Place (California)
Alford Place es un área no incorporada ubicada en el condado de Tehama en el estado estadounidense de California.

## Geografía
Alford Place se encuentra ubicada en las coordenadas 40°13′6″N 122°40′0″O / 40.21833, -122.66667.